# NGC 1242
NGC 1242 је спирална галаксија у сазвежђу Еридан која се налази на NGC листи објеката дубоког неба.
Деклинација објекта је - 8° 54' 11" а ректасцензија 3h 11m 19,3s. Привидна величина (магнитуда) објекта NGC 1242 износи 13,7 а фотографска магнитуда 14,4. NGC 1242 је још познат и под ознакама MCG -2-9-12, VV 334, ARP 304, PGC 11892.